# Cantón de Gondrecourt-le-Château
El cantón de Gondrecourt-le-Château era una división administrativa francesa, que estaba situada en el departamento de Mosa y la región de Lorena.

## Composición
El cantón estaba formado por diecinueve comunas:
- Abainville
- Amanty
- Badonvilliers-Gérauvilliers
- Baudignécourt
- Bonnet
- Chassey-Beaupré
- Dainville-Bertheléville
- Delouze-Rosières
- Demange-aux-Eaux
- Gondrecourt-le-Château
- Horville-en-Ornois
- Houdelaincourt
- Les Roises
- Mauvages
- Saint-Joire
- Tréveray
- Vaudeville-le-Haut
- Vouthon-Bas
- Vouthon-Haut

## Supresión del cantón de Gondrecourt-le-Château
En aplicación del Decreto nº 2014-166 de 17 de febrero de 2014, el cantón de Gondrecourt-le-Château fue suprimido el 22 de marzo de 2015 y sus 19 comunas pasaron a formar parte del nuevo cantón de Ligny-en-Barrois.